# Strážne
Strážne (in ungherese Őrös) è un comune della Slovacchia facente parte del distretto di Trebišov, nella regione di Košice.